# نادیه فیلیپوا
نادیه فیلیپوا (بلغاری: Надия Филипова؛ زادهٔ ۱۹ اکتبر ۱۹۵۹) اهل بلغارستان است.